# Óscar Zubía
Joffre Óscar Zubía (Montevideo, 8 de fevereiro de 1946) é um ex-futebolista e treinador uruguaio que atuava como atacante.

## Carreira
Óscar Zubía fez parte do elenco da Seleção Uruguaia de Futebol, na Copa do Mundo de  1970. 